# George Schöpflin

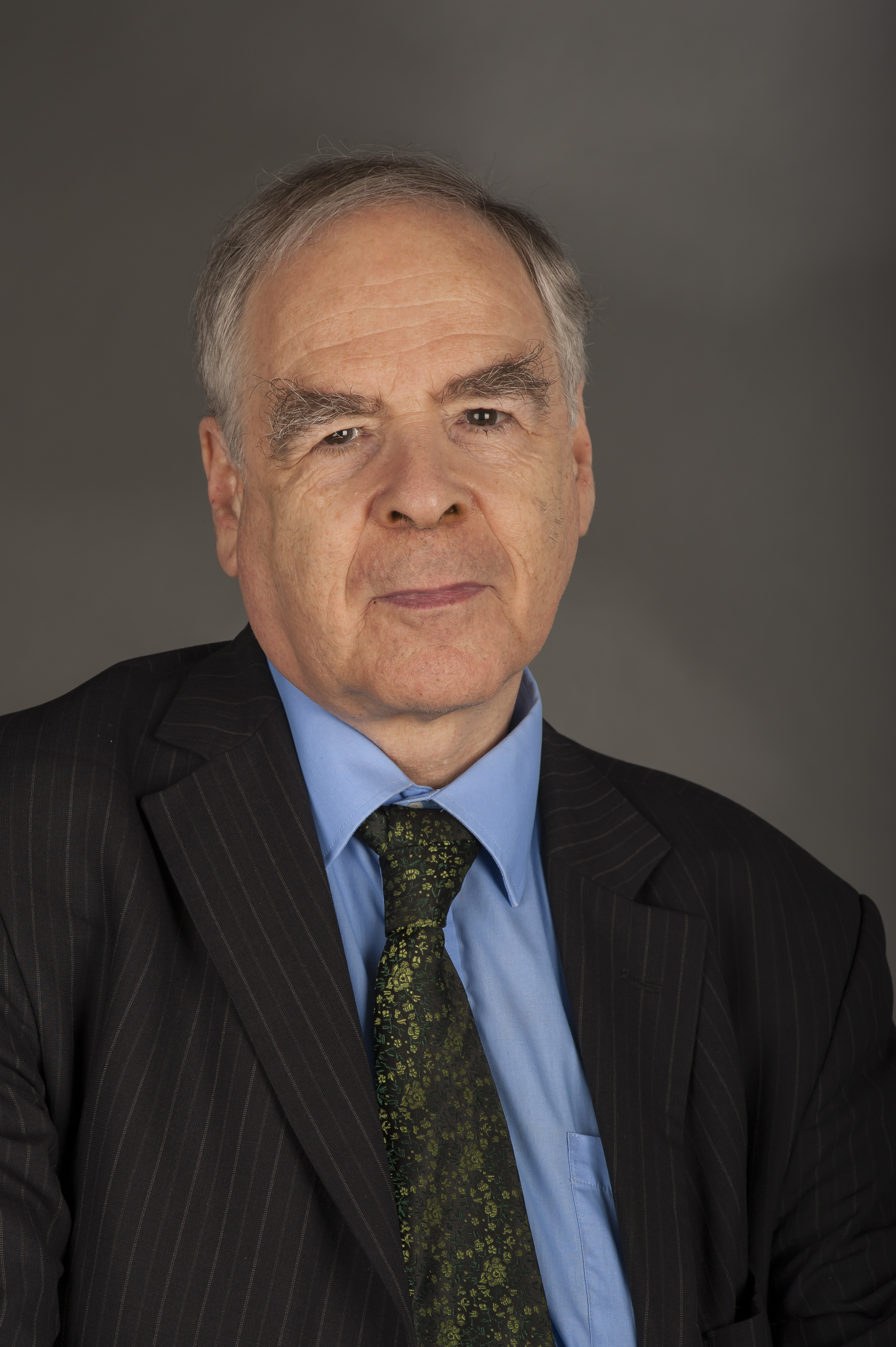
George Schöpflin

George Schöpflin, in Hongarije bekend als György Schöpflin (Boedapest, 24 november 1939 - 19 november 2021) was een Hongaarse academicus en politicus. Hij was lid van de Hongaarse Fidesz, lid van de Europese Volkspartij, en zetelde in de commissie voor constitutionele zaken. Schöpflin zetelde ook als plaatsvervanger in de commissie van het parlement betreffende buitenlandse zaken.

## Leven
George Schöpflin woonde van 1950 tot 2004 in het Verenigd Koninkrijk. Hij behaalde zijn diploma middelbaar onderwijs in Schotland. Daarna behaalde hij een master of Arts in 1960, gevolgd door een bachelor in de rechten in 1962 aan de universiteit van Glasgow. Vervolgens volgde hij nog een postgraduaat aan het Europa College te Brugge, waarvan hij in 1963 zijn diploma behaalde.

## Werk
Na zijn studies werkte Schöpflin van 1963 tot 1967 aan het Royal Institute of International Affairs in Londen. Daarna werkte hij tot 1976 bij de BBC. Na deze werkervaringen ging hij terug studeren aan de universiteit van Londen, waar hij Sloveense en Oost-Europese studies ging volgen. In 1998 werd hij benoemd tot Jean Monnet Professor in de Politiek. In 2004 werd hij vervolgens verkozen als lid van het Europees Parlement. In 2009 werd hij in dit ambt herkozen. Daarnaast werkte hij als volwaardig lid voor de AFCO (Parliament's Constitutional Affairs Committee, commissie voor constituele zaken) en als plaatsvervangend lid voor de AFET (Foreign Affairs Committee, commissie voor buitenlandse zaken). Schöpflin gaf les aan de universiteit van Forlì, een afdeling van de universiteit van Bologna. Hij was er verbonden aan de faculteit politieke wetenschappen. 
In maart 2010 werd George Schöpflin bekroond met een eredoctoraat aan de universiteit van Tallinn. 
In zijn onderzoekswerk ging Schöpflins interesse vooral uit naar de relatie tussen etniciteit, nationalisme en politieke machten, met bijzondere aandacht voor het post-communisme. In Hongarije werkte hij onder de naam György Schöpflin, zijn Engelse werken bracht hij uit onder de naam George Schöpflin.

## Publicaties
- Politics in Eastern Europe 1945-1992, (Blackwell, 1993)
- Nations, Identity, Power, (Hurst, 2000)
- Myths and Nationhood, (Hurst, 1997, samen met Geoffrey Hosking)
- State Building in the Balkans: Dilemmas on the Eve of the 21st Century, (Longo, 1998, samen met Stefano Bianchini)
- Az identitás dilemmái, (Attraktor, 2004)
- The Dilemmas of Identity, (Tallinn University Press, 2010)
- Politics, Illusions, Fallacies, (Tallinn University Press, 2012)